# ワールデンブルグ症候群
ワールデンブルグ症候群（ワールデンブルグ-クライン症候群）とは、程度の差はあれ難聴、神経堤由来細胞の小さな欠陥、そして染色体異常を特徴とする遺伝子疾患による症候群である。

## 名称と分類
ワールデンブルグ症候群の名称は、1951年に症候群の詳細を報告したオランダの眼科医ペトルス・ヨハネス・ワーデンブルフ（1886-1979）にちなんで名付けられ、また、スイスの眼科医デイビッド・クラインもその症状の理解について貢献した。ワーデンブルフの示した症状は今日WS1に分類されており、WS2は眼角の異所症を伴わないケースとして1971年に確認された。今日、WS2は原因遺伝子に基づいて亜種に分類されている。WS1およびWS2以外のタイプも確認されたが、それらはあまり一般的ではなかった。
症候群の亜種はそれぞれ異なる遺伝子変異に由来している。
| タイプ                   | OMIM                | 遺伝子シンボル  | 遺伝子座                 | 備考                                                                 |
| I, WS1                   | 193500              | PAX3            | 2q35                     | -                                                                    |
| IIa, WS2A (WS2)          | 193510              | MITF            | 3p14.1-p12.3             | -                                                                    |
| IIb, WS2B                | 600193              | WS2B            | 1p21-p13.3               | -                                                                    |
| IIc, WS2C                | 606662              | WS2C            | 8p23                     | -                                                                    |
| IId, WS2D (極めて珍しい) | 608890              | SNAI2           | 8q11                     | -                                                                    |
| III, WS3                 | 148820              | PAX3            | 2q35                     | クライン-ワールデンブルグ症候群                                      |
| IV, WS4                  | 277580613265 613266 | EDNRBEDN3 SOX10 | 13q22.3 20q13.32 22q13.1 | ワールデンブルグ-ヒルシュスプルング病、ワールデンブルグ-シャー症候群 |

クライン-ワールデンブルグ症候群やメンデ症候群、ヴァンデルヘーベ-クライン-ワールデンブルグ症候群などいくつかの別名が使われることがある。

## 発生率
ワールデンブルグ症候群のうちタイプIおよびIIは一般的であるが、タイプIIIおよびタイプIVは珍しい。全体としては42,000人に1人の割合で発生し、聴覚障害を持つ人の30人に1人がワールデンブルグ症候群である。人種や男女による差はない。症状が非常に多岐に渡るため、正確な統計を取ることが難しい。

## 症状
- 虹彩の色が青〜青白く、左右の虹彩の色が異なるか、一つの虹彩が二つの異なる色を有する虹彩異色症
- 難聴
- 白毛症（前髪だけであったり、全体として白髪になっていたりする）
- 目が離れた顔貌（内眼角開離）・・・とりわけタイプIに多い。Waardenburg index>1.95を陽性とみなす[6]。
- 頭部の生え際が低く（頭髪低位）、眉が中央までおよぶ
- 一部の患者は皮膚が一部白くなる
- 腕の異常（タイプIII）
- ヒルシュスプルング病（タイプIV）

ワールデンブルグ症候群は様々な他の先天性障害(腸や脊髄の欠陥、先天性肩甲骨高位、口唇口蓋裂)などを伴う。
診断には、下記のmajor criteriaを２つ以上、またはmajor criteria１つとminor criteria２つ以上を満たすことが必要。
〈major criteria〉 感音性難聴、虹彩色素異常、部分的な髪の色素脱失、内眼角開離、1親等にワールデンブルグ症候群の人がいる
〈minor criteria〉皮膚の色素脱失、眉毛叢生、広く高い鼻根／低くぶら下がった鼻柱、鼻翼低形成、30歳未満での白髪
以上を満たすものがtype I、内眼角開離がないものがtype II、上肢異常を伴うのがtype III、ヒルシュスプルング病を伴うのがtype IVである。
虹彩異色症などで本症を疑った場合には、難聴やヒルシュスプルング病がないか精査することが望ましい。

## 遺伝
ワールデンブルグ症候群は通常、変異遺伝子1つで症状が引き起こされる。ほとんどの場合は親からの遺伝であるが、家族にワールデンブルグ症候群の患者がいなくても遺伝子の突然変異によって発症することがまれにある。
タイプIIは常染色体劣性遺伝であり、変異遺伝子2つが揃わなければ発症しない。そのため、両親は発症していないが実際にはそれぞれ原因遺伝子を持っていて、子供が発症するという例がよく見られる。
タイプIVは常染色体劣性遺伝と常染色体優性遺伝の両方が報告され、孤発例の報告もある。また、13番染色体長腕部分欠損によるものの報告もある。

ワールデンブルグ症候群によく見られるパターン（常染色体優性遺伝）。
タイプII、タイプIVによく見られるパターン（常染色体劣性遺伝）。

## 治療
ワールデンブルク症候群は遺伝子疾患であるため遺伝子治療が必要であるが、現在のところ存在しない。

## 動物
ワールデンブルグ症候群はフェレットに発症することが知られている。発症した個体は頭が白いか頭頂に沿って小さな白い縞模様があり、正常な個体よりもいくぶんか頭が平たくなる。はじめは聴覚がわずかに劣る程度で大きな音にも反応しないこと以外は目立たない。また、障害に起因する縞模様を通常のセーブルフェレットよりもエキゾチックだと考えるペットショップやブリーダーたちは、障害を有するフェレットを選んで繁殖させている。その結果、店頭で売られている白い毛や頭を持つフェレットの75%が難聴である。